# Total Eclipse (Bobby Hutcherson)
| Recensione | Giudizio |
| ---------- | -------- |
| AllMusic   |          |

Total Eclipse è un album del vibrafonista jazz statunitense Bobby Hutcherson, pubblicato dalla Blue Note Records nel febbraio del 1969 .

## Tracce
LP (1969, Blue Note Records, BST 84291)
Lato A
Musiche di Bobby Hutcherson, eccetto dove indicato.
1. Herzog – 6:32
2. Total Eclipse – 8:52
3. Matrix – 6:45 (musica: Chick Corea)

Lato B
Musiche di Bobby Hutcherson.
1. Same Shame – 9:25
2. Pompeian – 8:50

## Formazione
- Bobby Hutcherson – vibrafono
- Harold Land – sassofono tenore, flauto
- Chick Corea – pianoforte
- Reggie Johnson – contrabbasso
- Joe Chambers – batteria

### Produzione
- Francis Wolff e Duke Pearson – produzione
- Registrazioni effettuate al Plaza Sound Studio di New York, NY, 12 luglio 1968
- George Sawtelle – ingegnere delle registrazioni
- Forlenza Venosa Associates – design copertina album originale
- Fred Seligo – foto copertina album originale
- Herb Wong – note retrocopertina album originale [3]